# Рукія чуюцька
Рукія чуюцька (Rukia ruki) — вид горобцеподібних птахів родини окулярникових (Zosteropidae). Ендемік Федеративних Штатів Мікронезії.

## Опис
Довжина птаха становить 14 см. Чуюцька рукія має темно-коричневе забарвлення, оранжеві лапи і чорний дзьоб. Під очима у неї характерні краплеподібні плями.

## Поширення і екологія
Чуюцькі рукії є ендеміками гори Вініппот на острові Тол в атолі Чуук. Вони живуть в гірському тропічному лісі площею 4 км², в якому переважають Semecarpus kraemeri.

## Збереження
МСОП класифікує цей вид як такий, що перебуває під загрозою зникнення. За оцінкою дослідників, популяція чуюцьких рукій складає 530 птахів. Їм загрожує знищення природного середовища.